# Гринь, Сергей Витальевич
Серге́й Вита́льевич Гринь (укр. Сергій Виталійович Гринь; род. 6 июня 1994, Волноваха, Донецкая область) — украинский футболист, полузащитник и нападающий. Играл за молодежную сборную Украины.

## Игровая карьера
Воспитанник донецкого «Шахтёра». В 2011 году был зачислен в юношескую команду дончан. В 2014 году на правах аренды перешёл в «Ильичёвец», где 26 июля того же года дебютировал в Премьер-лиге, выйдя в основном составе. В «Ильичёвце» Гринь выглядел очень солидно, а его неординарные действий в ряде матчей впечатляли журналистов не по годам интересными решениями. Кроме того, номинальный полузащитник отлично справлялся с ролью выдвинутого вперёд форварда, представляя собой главную ударную силу команды. 30 мая 2015 года сделал хет-трик в ворота донецкого «Олимпика». Признавался лучшим молодым футболистом Украины до 21 года в конкурсе «Золотой талант Украины». После завершения сезона 2014/15 Николай Павлов, главный тренер «Ильичёвца», так охарактеризовал футболиста: «Сергей — это игрок атаки, который прекрасно чувствует себя на любом месте атакующей линии. Сначала он преимущественно играл правого полузащитника, потом переместился на место под нападающим, а оттуда уже — в центрфорварды. Кстати, в одном из весенних матчей Гринь играл даже правого защитника… как по мне, большую роль в прогрессе Сережи отыграло доверие тренерского штаба. Мы не дергали его, давали возможность развиваться одним путём. Да, бывали и не совсем хорошие эпизоды, но в общем Гринь показывал больше позитивного, нежели негативного».
Летом 2015 года вернулся в «Шахтёр», в основном составе которого дебютировал 22 августа того же года в кубковом матче против киевского «Арсенала», отметившись забитым голом. В январе 2016 года снова отправился в аренду в «Ильичёвец». 1 сентября того же года на условиях аренды стал игроком донецкого «Олимпика», где провёл следующий сезон.
14 июля 2017 года перешёл на правах аренды в «Верес». Сыграв лишь 6 матчей в чемпионате, в августе Гринь получил серьёзную травму крестообразных связок и оказался вне игры на продолжительное время. Так и не восстановившись до конца года, по завершении срока аренды в «Вересе» Сергей был отдан в аренду клубу Первой лиги «Арсенал-Киев».
15 января 2019 года подписал контракт на 2,5 года с датским футбольным клубом «Вайле».
Летом 2021 года перешёл в «Александрию», подписал двухлетний контракт.

## Международная карьера
В июне 2015 года был вызван наставником украинской «молодёжки» Сергеем Ковальцом для участия в Мемориале Лобановского. На этом турнире «жёлто-синие» заняли второе место, а Гринь принял участие в первом матче против Молдавии.